# الانتخابات البرلمانية في الجمهورية العربية المتحدة 1969
أجريت الانتخابات البرلمانية في الجمهورية العربية المتحدة (مصر الحالية) في 8 يناير 1969، مع جولة ثانية في 13 دائرة في 13 يناير. في ذلك الوقت، كانت يحكم الدولة نظام الحزب الواحد، وكان يجب على جميع المرشحين أن يكونوا أعضاء في الاتحاد الاشتراكي العربي. تم انتخاب اثنين من المرشحين من كل دائرة من الدوائر الانتخابية البالغ عددها 175 دائرة، مع إجراء جولة ثانية من التصويت إذا فشل أحد المرشحين أو كلاهما في الفوز بأكثر من 50% من الأصوات في الجولة الأولى، أو لم يتم تصنيف أي من المرشحين بأكثر من 50% كعامل أو مزارع (كل دائرة انتخابية يجب أن يكون لها مزارع أو عامل واحد على الأقل يمثلها).
نظم الاتحاد الاشتراكي «مؤتمرات ترشيح» اختار فيها مرشحين لكل دائرة، باستثناء منطقة قناة السويس، حيث تم انتخاب 12 عضوًا بموجب المادة 16 من قانون الجمعية الوطنية الأساسي، والذي نص على أنه «في حالات الضرورة القصوى، يتمتع رئيس الجمهورية بصلاحية الإعلان عن انتخاب المرشحين بمرسوم، دون إجراء أي انتخابات». بالإضافة إلى 338 مرشحًا تم ترشيحهم من قِبل المؤتمرات، فقد تم ترشيح 470 مرشحًا إضافيًا من قبل أعضاء الاتحاد. ومن بين الأعضاء الـ350 المنتخبين، كان 323 مرشحًا للمؤتمرات و27 مرشحًا للأعضاء. كانت نسبة المشاركة 88.2%. وعقب الانتخابات، عيّن الرئيس 10 أعضاء آخرين.

## النتائج
| الحزب                            | الأصوات | %    | المقاعد | +/- |
| -------------------------------- | ------- | ---- | ------- | --- |
| الاتحاد الاشتراكي العربي         | 6368511 | 100  | 350     | 0   |
| أصوات غير صالحة / فارغة          | 202906  | -    | -       | -   |
| معينين من الرئيس                 | -       | -    | 10      | -   |
| المجموع                          | 6571417 | 100  | 360     | -   |
| الناخبين المسجلين / الاقبال      | 7448757 | 88.2 | -       | -   |
| المصدر: الاتحاد البرلماني الدولي |         |      |         |     |